# Rifugio Citelli
Il rifugio Salvatore Citelli si trova nel comune di Sant'Alfio (CT) alle pendici nord orientali del vulcano Etna, nell'antica caldera di un cratere avventizio, il Monte Concazza, di proprietà della Sezione di Catania del C.A.I. è stato inaugurato nel 1935. L'ultima ristrutturazione risale al 2011, grazie all'intervento del Parco dell'Etna di cui costituisce il Punto Base N°15. 

## Storia
Nel 1934, il professor Salvatore Citelli, otorinolaringoiatra di fama internazionale, originario di Regalbuto ma trapiantato a Catania, decise di donare a coloro con cui divideva la passione, e per essi al CAI, un rifugio a ridosso della Serra delle Concazze, appena fuori della pineta, in maniera da favorire l'attacco finale al cratere da quel versante, per la via dei Pizzi Deneri.
Si accordò con il cav. Antonino Paternò Castello dei Marchesi del Toscano per la concessione gratuita del terreno. Fu scelta la cima di Monte Concazze, un antico cratere laterale in posizione panoramica, il cui interno è ormai pressoché pianeggiante e poteva costituire un ideale spiazzo antistante l'edificio. Fu chiamato al progetto ed alla direzione dei lavori Alfio Amantia, ingegnere-alpinista, già sperimentatosi con successo nella realizzazione del Rifugio Menza, il quale donò ancora una volta la sua prestazione. Il 13 novembre 1935, in vista della conclusione dei lavori, sia il terreno sia l'edificio furono donati alla Sezione dell'Etna del CAI.
Fu inaugurato il 6 ottobre 1935 e fu anch'esso affidato alla guida zafferanese Peppino Strano, che lo resse fino al 1975. Ebbe poi un periodo di declino fino a quando la sezione catanese del CAI decise di darlo in concessione al Comune di Sant'Alfio, affinché  lo tenesse sempre aperto nello stile dei rifugi alpini del sodalizio.
Nel 1987 è stato individuato dal Parco dell'Etna come Punto Base N.15 e grazie a questi accordi, il rifugio è stato totalmente ristrutturato e nel gennaio 2012 dato in gestione ad una associazione, ed è nuovamente a disposizione degli appassionati della montagna.

## Accessi
Il rifugio è raggiungibile dall'autostrada Messina-Catania (A 18). Si esce dal casello di Giarre e si seguono le indicazioni per Macchia, San Giovanni Montebello e Sant'Alfio. Qui giunti (km. 9) si seguono le indicazioni per Fornazzo ed Etna nord. Da Fornazzo proseguire sulla strada regionale Mareneve fino al bivio (km. 14,5) per il rifugio Citelli, da qui proseguire per altri 3 km e si è giunti al rifugio.